# Epietioholanolon
Epietioholanolon, takođe poznat kao 5β-androstan-3β-ol-17-on ili etioholan-3β-ol-17-on, je etioholanski (5β-androstanski) steroid kao i neaktivni metabolit testosterona koji se formira u jetri. Metabolički put počinje od testosterona i ide do 5β-dihidrotestosterona (uz pomoć 5β-reduktaze), 5β-dihidrotestosterona do 3β,5β-androstandiola (posredstvom 3β-hidroksisteroid dehydrogenaze), i 3β,5β-androstanediol do epietioholanolona (posredstvom 17β-hidroksisteroid dehidrogenaze). Epietioholanolon se isto tako može formirati direktno iz 5β-androstandiona (posredstvom 3β-hidroksisteroid dehidrogenaze). Ovo jedinjenje podleže glukuronidaciji i sulfaciji u jetri i izlučuje se urinom.